# Seytroux
Seytroux és un municipi francès situat al departament de l'Alta Savoia i a la regió d'Alvèrnia-Roine-Alps. L'any 2007 tenia 375 habitants.

## Demografia

### Població
El 2007 la població de fet de Seytroux era de 375 persones. Hi havia 156 famílies de les quals 48 eren unipersonals (28 homes vivint sols i 20 dones vivint soles), 44 parelles sense fills, 60 parelles amb fills i 4 famílies monoparentals amb fills.
La població ha evolucionat segons el següent gràfic:
Habitants censats

### Habitatges
El 2007 hi havia 285 habitatges, 156 eren l'habitatge principal de la família, 96 eren segones residències i 33 estaven desocupats. 252 eren cases i 32 eren apartaments. Dels 156 habitatges principals, 112 estaven ocupats pels seus propietaris, 32 estaven llogats i ocupats pels llogaters i 12 estaven cedits a títol gratuït; 4 tenien una cambra, 14 en tenien dues, 30 en tenien tres, 38 en tenien quatre i 70 en tenien cinc o més. 129 habitatges disposaven pel capbaix d'una plaça de pàrquing. A 61 habitatges hi havia un automòbil i a 80 n'hi havia dos o més.

### Piràmide de població
La piràmide de població per edats i sexe el 2009 era:
| Homes | Edats   | Dones |
| ----- | ------- | ----- |
| 0     | 95 o +  | 0     |
| 0     | 90 a 94 | 0     |
| 4     | 85 a 89 | 4     |
| 4     | 80 a 84 | 4     |
| 4     | 75 a 79 | 4     |
| 4     | 70 a 74 | 12    |
| 8     | 65 a 69 | 4     |
| 12    | 60 a 64 | 4     |
| 4     | 55 a 59 | 8     |
| 12    | 50 a 54 | 8     |
| 12    | 45 a 49 | 8     |
| 8     | 40 a 44 | 8     |
| 12    | 35 a 39 | 16    |
| 16    | 30 a 34 | 4     |
| 8     | 25 a 29 | 8     |
| 4     | 20 a 24 | 0     |
| 12    | 15 a 19 | 0     |
| 16    | 10 a 14 | 0     |
| 12    | 5 a 9   | 8     |
| 4     | 0 a 4   | 16    |

## Economia
El 2007 la població en edat de treballar era de 242 persones, 200 eren actives i 42 eren inactives. De les 200 persones actives 194 estaven ocupades (112 homes i 82 dones) i 6 estaven aturades (2 homes i 4 dones). De les 42 persones inactives 10 estaven jubilades, 15 estaven estudiant i 17 estaven classificades com a «altres inactius».

### Ingressos
El 2009 a Seytroux hi havia 152 unitats fiscals que integraven 362 persones, la mediana anual d'ingressos fiscals per persona era de 18.822,5 €.

### Activitats econòmiques
Dels 23 establiments que hi havia el 2007, 1 era d'una empresa de fabricació d'altres productes industrials, 4 d'empreses de construcció, 1 d'una empresa de comerç i reparació d'automòbils, 1 d'una empresa de transport, 7 d'empreses d'hostatgeria i restauració, 3 d'empreses de serveis i 6 d'entitats de l'administració pública.
Dels 5 establiments de servei als particulars que hi havia el 2009, 1 era un paleta, 1 lampisteria, 1 electricista, 1 empresa de construcció i 1 restaurant.
Dels 2 establiments comercials que hi havia el 2009, 1 era una botiga de més de 120 m² i 1 una botiga de mobles.
L'any 2000 a Seytroux hi havia 18 explotacions agrícoles.

## Equipaments sanitaris i escolars
El 2009 hi havia una escola elemental.

## Poblacions properes
El següent diagrama mostra les poblacions més properes.